# Huernia lopanthera
Huernia lopanthera là một loài thực vật có hoa trong họ La bố ma. Loài này được Bruyns mô tả khoa học đầu tiên năm 2007.